# Aloe mcloughlinii
Aloe mcloughlinii är en grästrädsväxtart som beskrevs av Chistian. Aloe mcloughlinii ingår i släktet Aloe och familjen grästrädsväxter. Inga underarter finns listade i Catalogue of Life.